# Освободительная экспедиция в Перу
Освободительная экспедиция в Перу (исп. Expedición Libertadora del Perú) — военно-морская и сухопутная экспедиция, проводившаяся в 1820—1821 гг. правительством Чили согласно плана аргентинского генерала Хосе де Сан-Мартина с целью освобождения от власти Испанской империи территории Перу и, таким образом, укрепления независимости всех бывших испано-американских колоний.

## План экспедиции
После освобождения Чили в 1818 году генерал Хосе де Сан-Мартин считал, что освобождение Аргентины не будет гарантированным до тех пор, пока не будет разгромлен оплот роялистов в Перу. Чтобы добиться освобождения Перу, лидеры Аргентины и Чили 5 февраля 1819 года подписали договор о подготовке к вторжению и начали подготовку морского десанта для освобождения страны. Первоначально расходы должны были взять на себя и Аргентина, и Чили, однако в связи с внутренними неурядицами в Соединённых провинциях в конечном итоге чилийское правительство под руководством Бернардо О’Хиггинса взяло на себя большую часть расходов на кампанию. Было решено, что сухопутной армией будет командовать Хосе де Сан-Мартин, а военно-морским флотом — адмирал Томас Александр Кокрейн.
21 августа 1820 года Освободительная экспедиция отплыла из города Вальпараисо. В состав экспедиции входило 4118 солдат. 7 сентября экспедиция прибыла в залив Паракас у Писко в регионе Ика и на следующий день начала высадку. 15 сентября вице-король Перу, пытаясь вести переговоры, направил письмо Сан-Мартину. Однако 14 октября переговоры прервались, не дав результатов.

## Ход боевых действий
Фактически боевые действия начались 5 октября 1820 года с кампании в горной части страны Сьерре, которую возглавил генерал Альварес де Ареналес. За 3 месяца кампании отряд патриотов в тысячу бойцов одержал несколько значительных побед над силами роялистов и временно овладел такими важными городами, как Наска, Уаманга, Хауха, Тарма и Паско. Во время этой кампании Ареналес 1 ноября провозгласил независимость города Уаманга (Аякучо). За этим последовал бой при Серро-де-Паско, где Ареналес разгромил дивизию роялистов, посланную вице-королем Песуэлой из Лимы.
Одновременно в конце октября основные силы Освободительной армии были перевезены флотом в Анкон, в 50 км севернее Лимы. В то же время эскадра Кокрейна блокировала Кальяо, главную военную крепость и 9 ноября захватила роялистский фрегат «Эсмеральда», тем самым нанеся роялистскому флоту тяжелый удар. 2 декабря 1820 года один роялистский батальон перешел на сторону патриотов. В конце декабря 1820 г. северный департамент Трухильо во главе с интендантом маркизом Тагле объявляют о своей независимости, а в начале января 1821 года к нему присоединяется второй департамент Пьюра. Таким образом все северное побережье Перу перешло на сторону патриотов. 8 января 1821 года колонна генерала Ареналеса присоединилась на побережье к остальной части экспедиционной армии, находившейся в это время в Уауре.
Положение блокированной патриотами Лимы ухудшалось, и в этих условиях группа высших военных руководителей 29 января 1821 года отстранила вице-короля Песуэлу и заменила его генералом Хосе де ла Серна. В марте 1821 года корабли под руководством Миллера и Кокрейна атаковали роялистские порты Арика и Такна. В конце апреля Сан-Мартин призвал противника решить судьбу страны не на полях сражений, а за столом мирных переговоров. Переговоры начались 4 мая 1821 в местечке Пунчаука в 25 км севернее Лимы, но даже либерально настроенный Ла Серна оказался неспособным признать независимость Перу в любой политической форме, включая ограниченную монархию, и к концу июня переговоры прекратились.
Блокада патриотами Лимы и городов побережья, острая нехватка продовольствия и фуража, надвигавшаяся угроза голода, эпидемия холеры, заставили роялистов оставить Лиму 5 июня 1821 года и отступить в Сьерру. На побережье испанцы остались только в крепости Реаль-Фелипе, что привело к первой осаде Кальяо. 25 июня армия роялистов генерала Хосе де Кантерака покинула Лиму и двинулась в высокогорье. Сан-Мартин послал генерала Ареналеса наблюдать за отступлением роялистов. 9-11 июля Освободительная армия вошла на улицы Лимы.

## Декларация независимости Перу
Оказавшись в Лиме, генерал Сан-Мартин пригласил все население Лимы принести присягу на верность делу независимости. 15 июля по его распоряжению было созвано открытое кабильдо всех видных нотаблей для определения их отношения к будущему статусу Перу. Собрание за 335 подписями подтвердили «общее желание обрести независимость Перу как от испанского владычества, так и от любой другой иностранной державы». В последующие две недели под Актом о независимости было собрано 3504 подписи представителей аристократии, чиновников, адвокатов и торговцев, высшего и низшего клира. 28 июля Сан-Мартин провозгласил этот Акт о независимости на площади Пласа-Майор.